# Wanderlândia
Wanderlândia este un oraș și o municipalitate din statul Tocantins (TO), Brazilia.